# قريوطة جاوية
قريوطة جاوية (الاسم العلمي:Caryota javanica) هو نوع نباتي يتبع جنس القريوطة من فصيلة الفوفلية.